# عبد الله بن ثنيان بن إبراهيم آل سعود
عبد الله (الثاني) بن ثنيّان بن إبراهيم بن ثنيان آل سعود، تولى الحكم في الرياض سنة 1257هـ/1841م لمّا أزاح عن الحكم خالد بن سعود المدعوم من قبل الدولة العثمانية. وقد استمر في الحكم حتى عام 1259هـ/1843م حين استعاد فيصل بن تركي الحكم منه، وكان فيصل قد فر من محبسه بالقاهرة سنة 1840 ميلادية. وأودع ابن ثنيان على إثر ذلك السجن في الرياض حيث توفي خلال شهرين.

## حكمه
هُزِمٓ خالد بن سعود أمام عبد الله بن ثنيان، فغادر خالد الرياض واتجه إلى الأحساء. فأرسل عبد الله بن ثنيان أميراً من قبله على الأحساء هو عبد الله بن بتال ثم استبدله بعمر بن عفيصان الذي أخذ البيعة من أهل المنطقة. وقد حاول الاتحاد مع شيوخ الساحل العماني، ولكن المقيم البريطاني في الخليج حذرهم وحذر ابن ثنيان مما ينجم عن محاولاته مع شيوخ الساحل العماني.
وبسبب إقصائه خالد بن سعود حليف مصر من الحكم، اتخذت مصر موقفًا عدائيا مع عبد الله بن ثنيان فأطلقت في محرم 1259هـ/فبراير 1843م سراح فيصل بن تركي ليعود إلى الرياض، وينتصر على ابن ثنيان بمساعدة عبد الله ابن رشيد، ثم حاصره في قصر الحكم بالرياض. وفي ربيع الثاني 1259هـ/مايو 1842م طلب ابن ثنيان من عبيد بن رشيد التوسط له بالصلح، فاستولي فيصل على الحكم وأودع ابن ثنيان السجن، فمات فيه بعد فترة قصيرة.

## ابناؤه
- الأمير محمد بن عبد الله[6]
- الأمير ثنيان بن عبد الله
- الأمير عبد الله بن عبد الله

ومن احفاده:
- الملكة عفت بنت محمد بن عبد الله بن عبد الله زوجة الملك فيصل بن عبد العزيز آل سعود
- زكي محمد بن عبد الله بن عبد الله بن ثنيان.
- عبد الله بن عبد القادر بن عبد الله بن عبد الله بن ثنيان.
- ابراهيم بن عبدالله بن عبدالله بن ثنيان

## الهوامش
1. ↑  كينديروفا، ستويانكا (15 يناير 2012). "وثائق عن تاريخ اليمن في العهد العثماني محفوظة في المكتبة الوطنية في بلغاريا بمدينة صوفيا، الجزء الثاني". Chroniques du manuscrit au Yémen ع. 13. DOI:10.4000/cmy.1945. ISSN:2116-0813. مؤرشف من الأصل في 2020-02-20.
2. ↑  شاكر، محمود (2000). التاريخ الإسلامي، العهد العثماني. المكتب الإسلامي، بيروت. ط 4. ص 307
3. ↑  أبو علية (1389 هـ). ص 82
4. ↑  الشمري، خليف (2016). طلال بن عبد الله آل رشيد. 1238-1283هـ/1822-1867م قراءة سوسيو-تاريخية. بيروت: جداول للنشر والتوزيع. ص. 226.
5. ↑  أمين الريحاني. تاريخ نجد. ص. 82.
6. ↑  ابن بشر ، عثمان : عنوان المجد في تاريخ نجد . طبعة وزارة المعارف السعودية ، الطبعة الثانية 1391هـ